# Medicinaregatan

Karta över Medicinaregatan i Göteborg.

Medicinaregatan är en gata, belägen på Medicinareberget, i stadsdelen Änggården i Göteborg.

## Allmänt

### Medicinaregatan
Gatan går i en cirkel från Guldhedsgatan runt Medicinareberget där delar av Göteborgs universitet är beläget, bland annat Sahlgrenska akademin och zoologiska institutionen. Gatan fick sitt namn 1957.
Spårvagns- och busshållplatsen Medicinaregatan ligger mellan hållplatserna Wavrinskys Plats och Sahlgrenska Huvudentré. Spårvagnarna som passerar där är linjerna 6, 7 och 8.

### Campus Medicinareberget
Merparten av Göteborgs universitets två största fakulteter – Sahlgrenska akademin och Fakulteten för naturvetenskap och teknik är lokaliserade på Medicinareberget. Här bedrivs utbildningar inom medicin, hälsovetenskap, odontologi, kemi, biologi, miljövetenskap, molekylärbiologi, geovetenskaper, marina vetenskaper och kulturvård. Utbildningarna inom hälsa, sjukvård och odontologi bedrivs i huvudsak i Medicinarelängan, på Hälsovetarbacken och på Odontologen. På Hälsovetarbacken finns även Sahlgrenska akademiens kliniska träningscentrum, KTC, där studenter kan förbereda sig för sitt yrkesutövande. Den naturvetenskapliga utbildningen och forskningen bedrivs i huvudsak i byggnaden Natrium.
På området finns även studentbostäder, Konferenscentrum Wallenberg och Svenskt NMR-centrum, beläget i Hasselbladslaboratoriet.

## Galleri

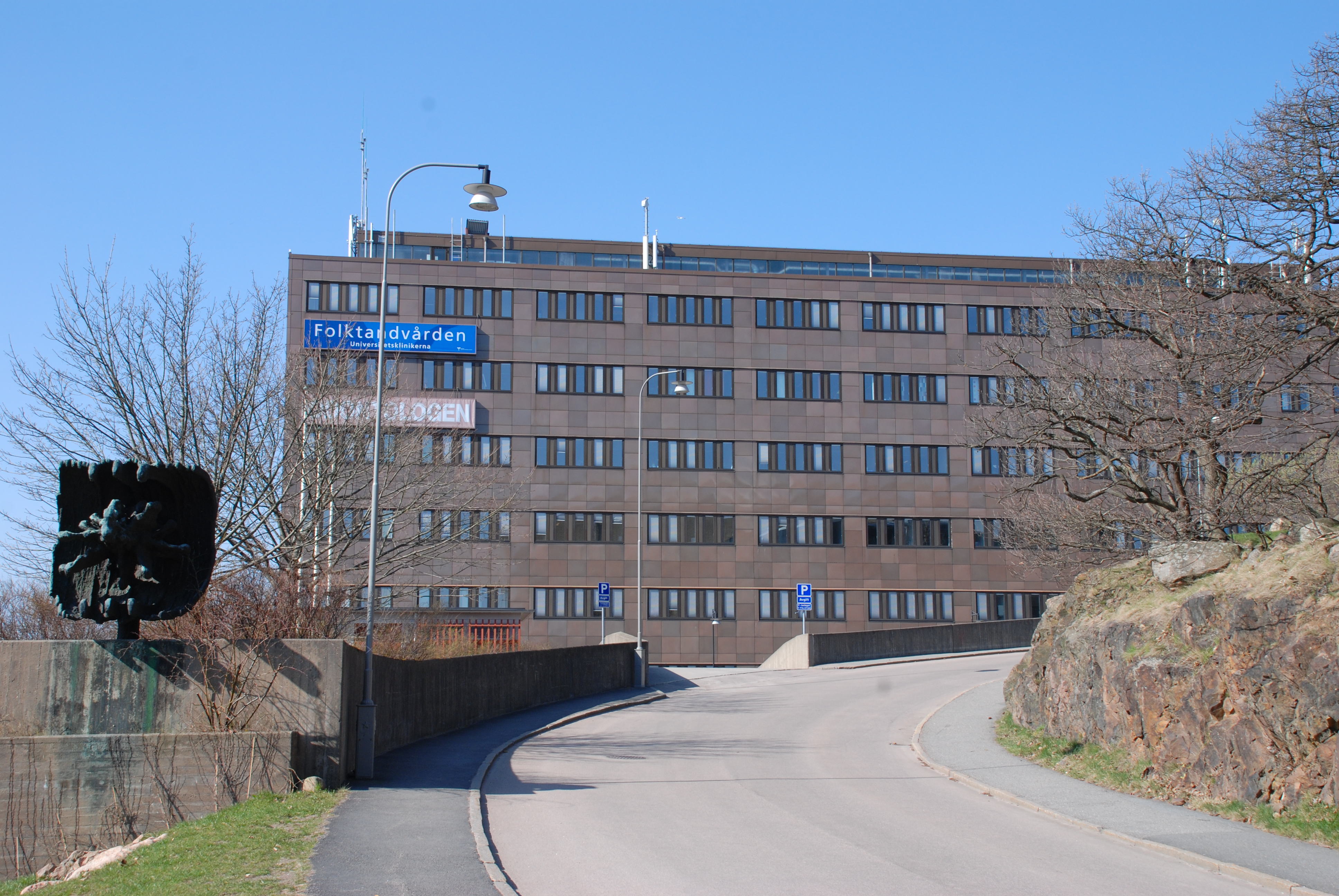
Odontologen - Medicinaregatan 12.
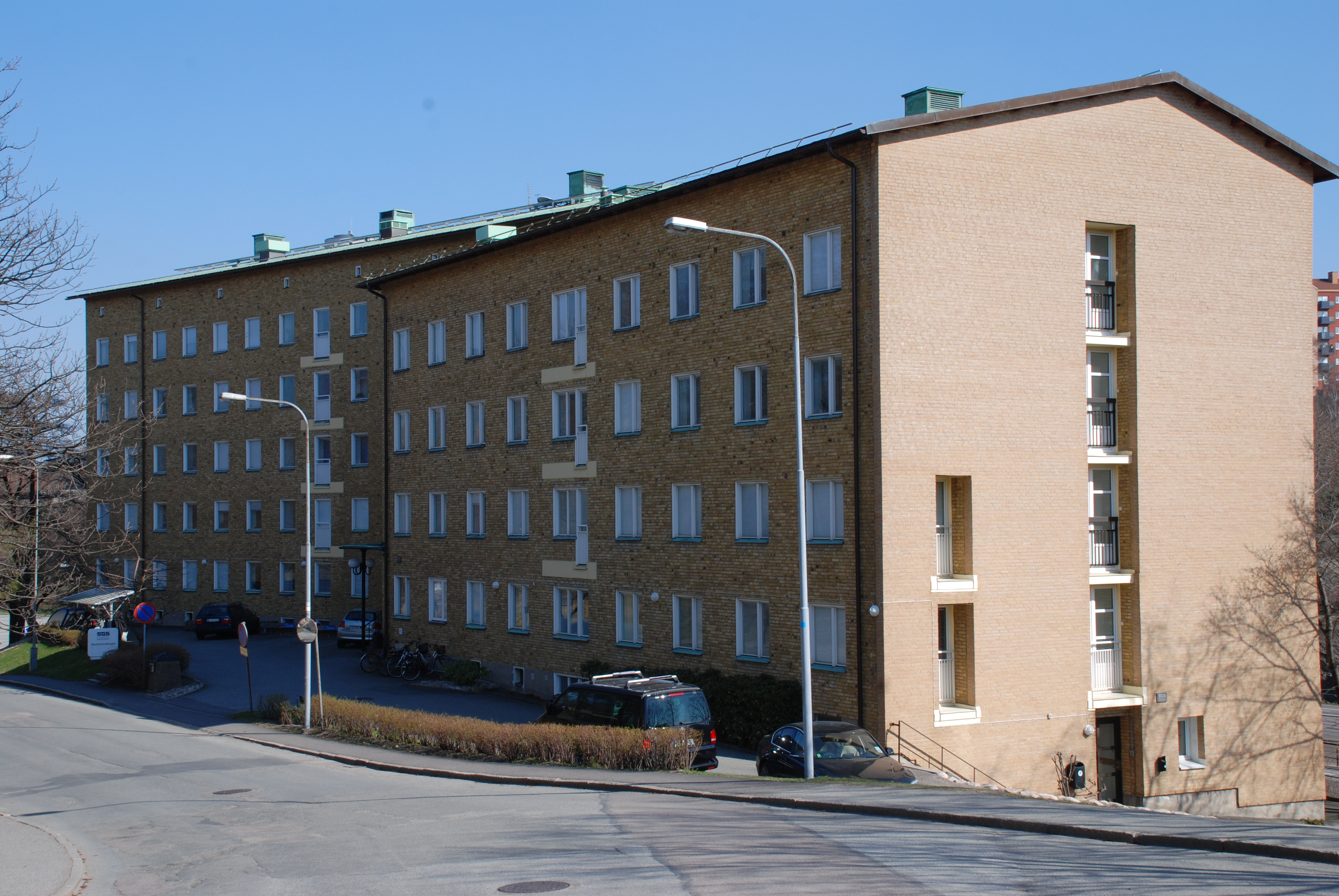
Studentbostäder vid Medicinaregatan 2.
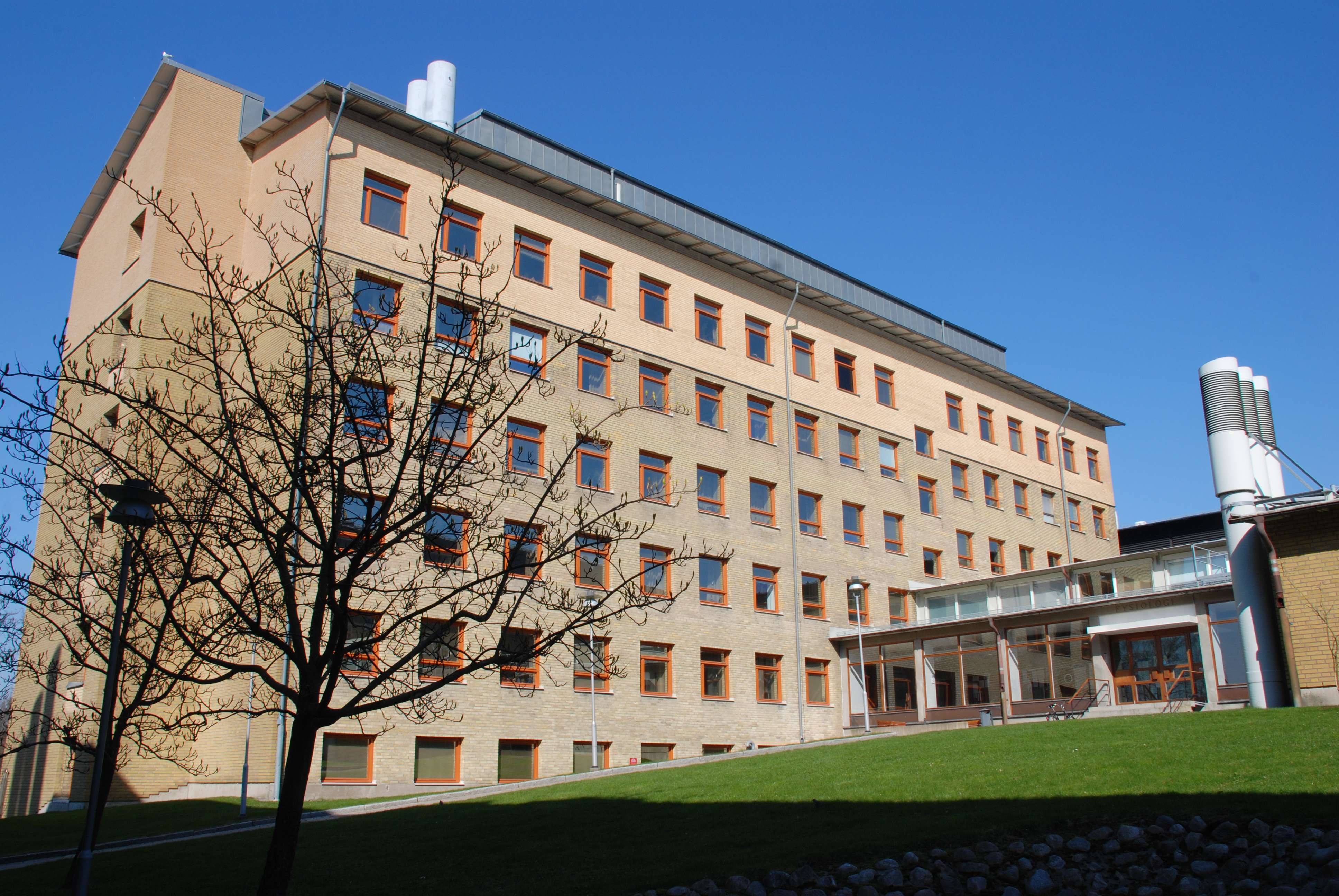
Fysiologi - Medicinaregatan 11.
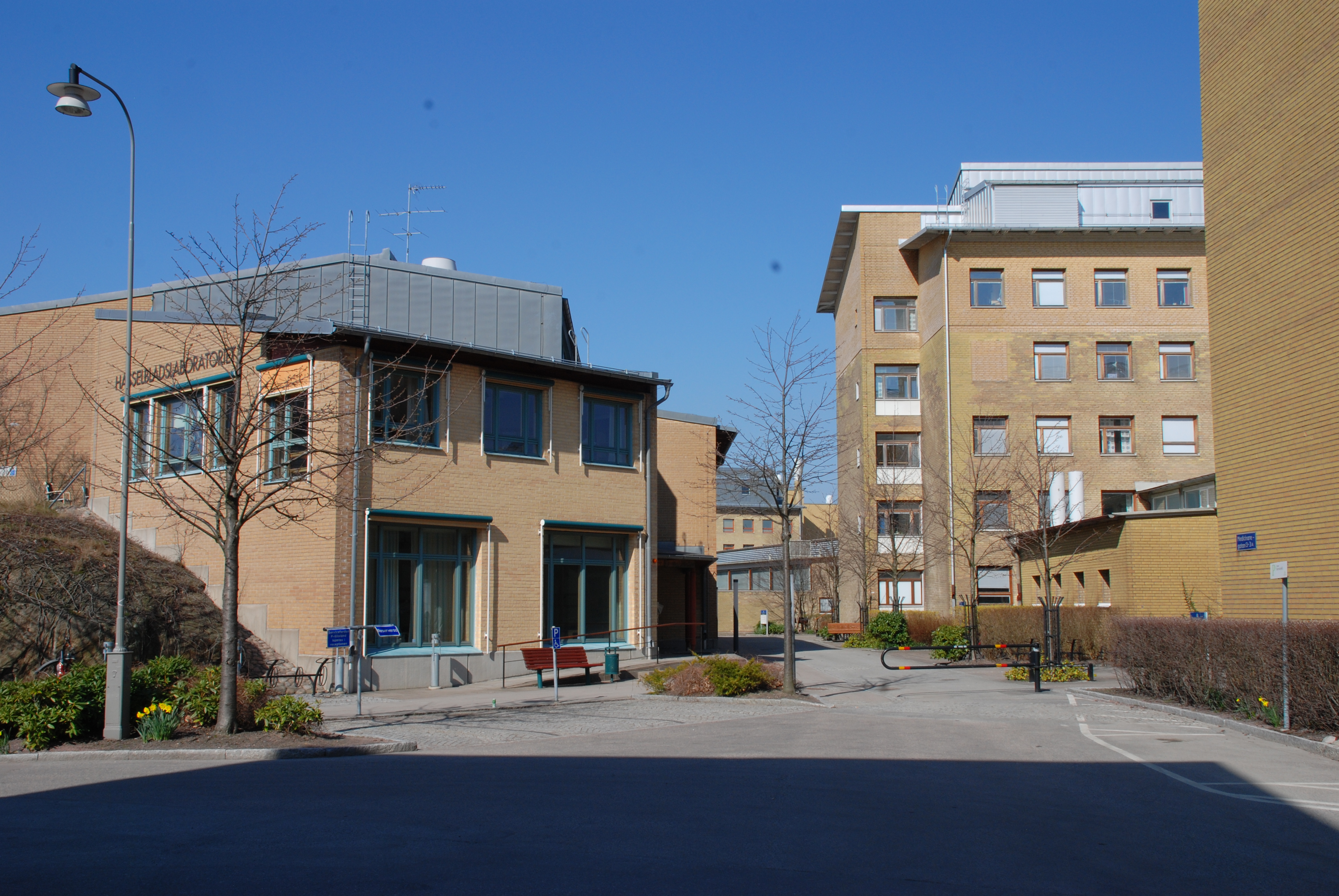
Hasselbladslaboratoret - Medicinaregatan 5.
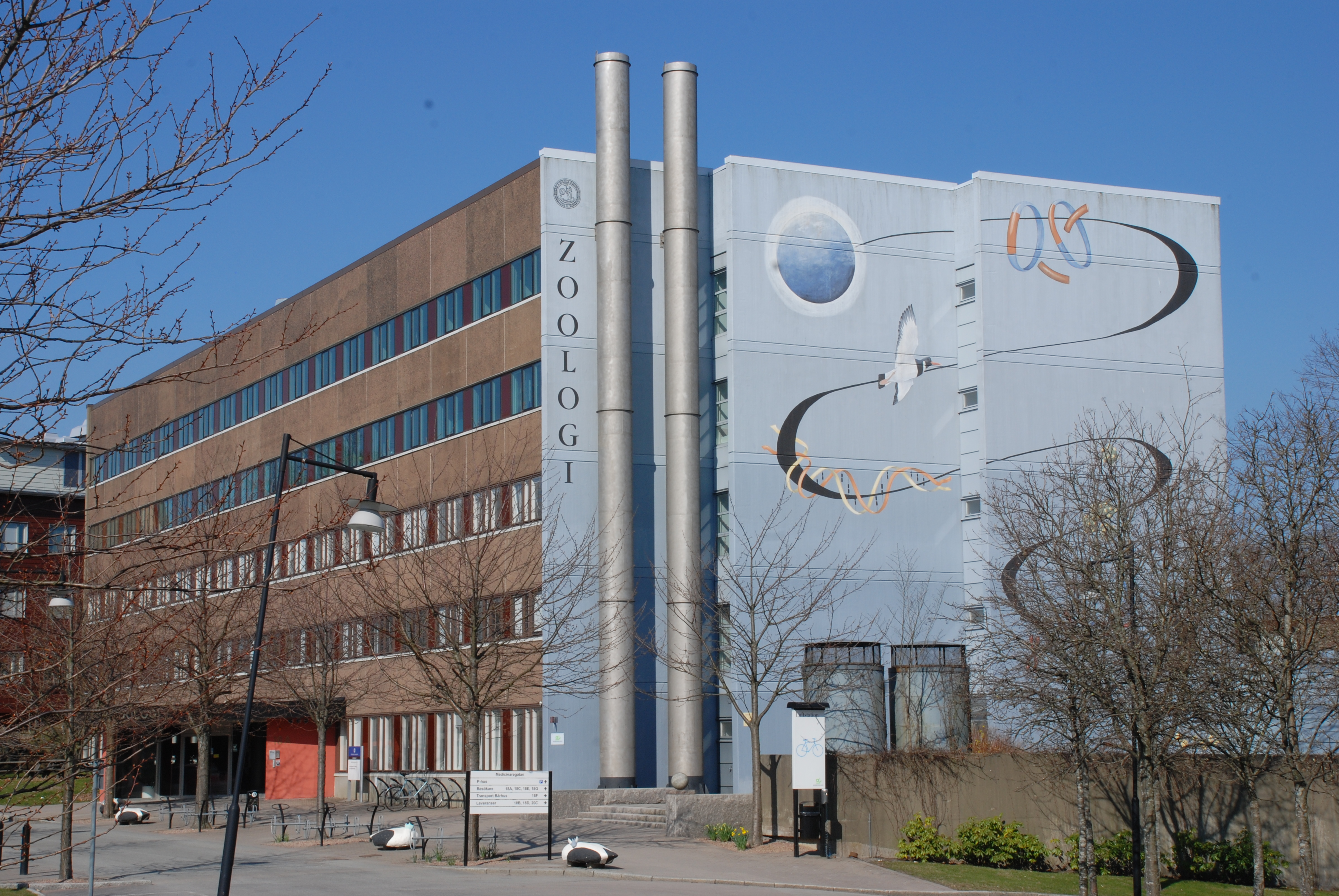
Den tidigare zoologiska institutionen - Medicinaregatan 18.
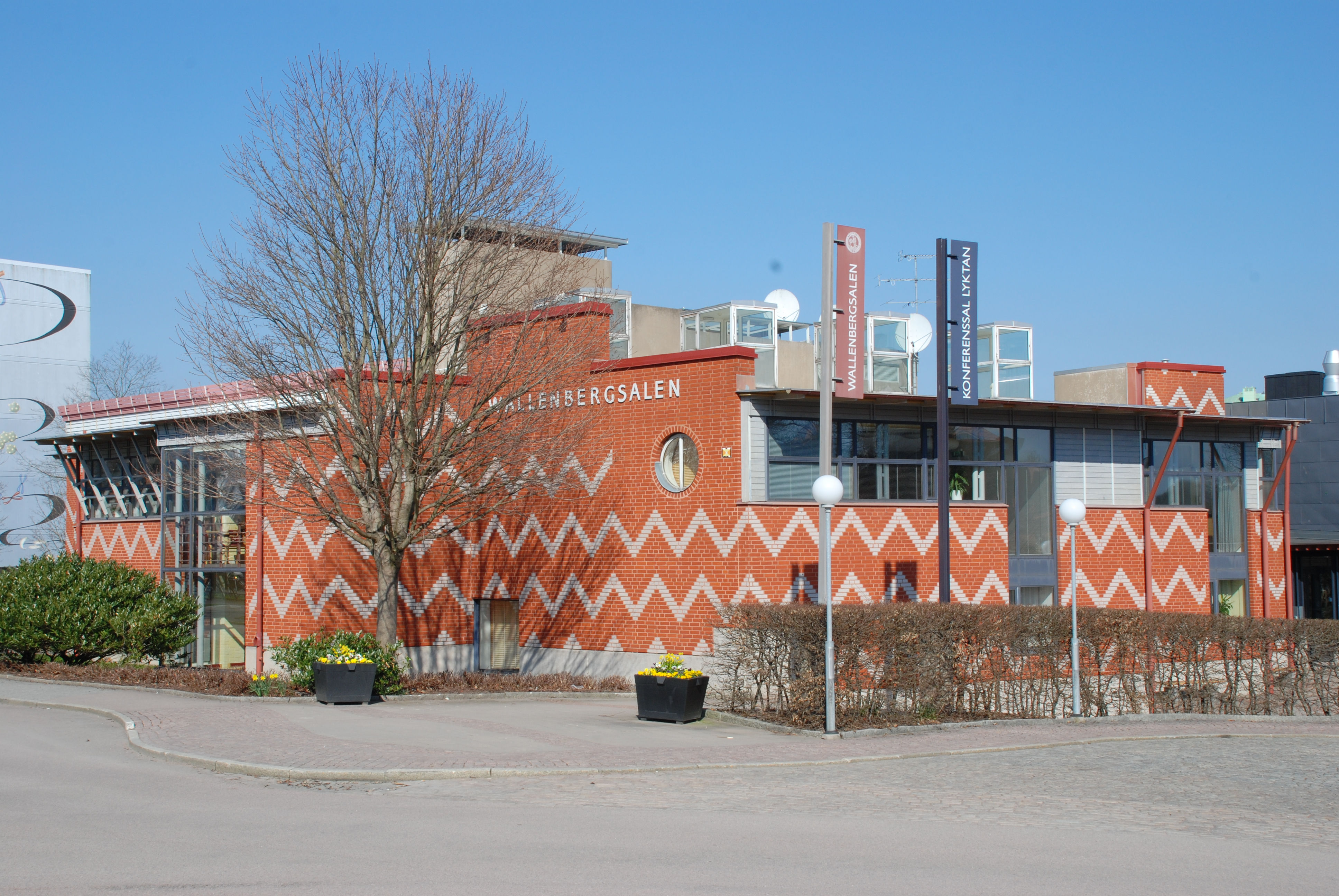
Wallenbergsalen - Medicinaregatan 20.
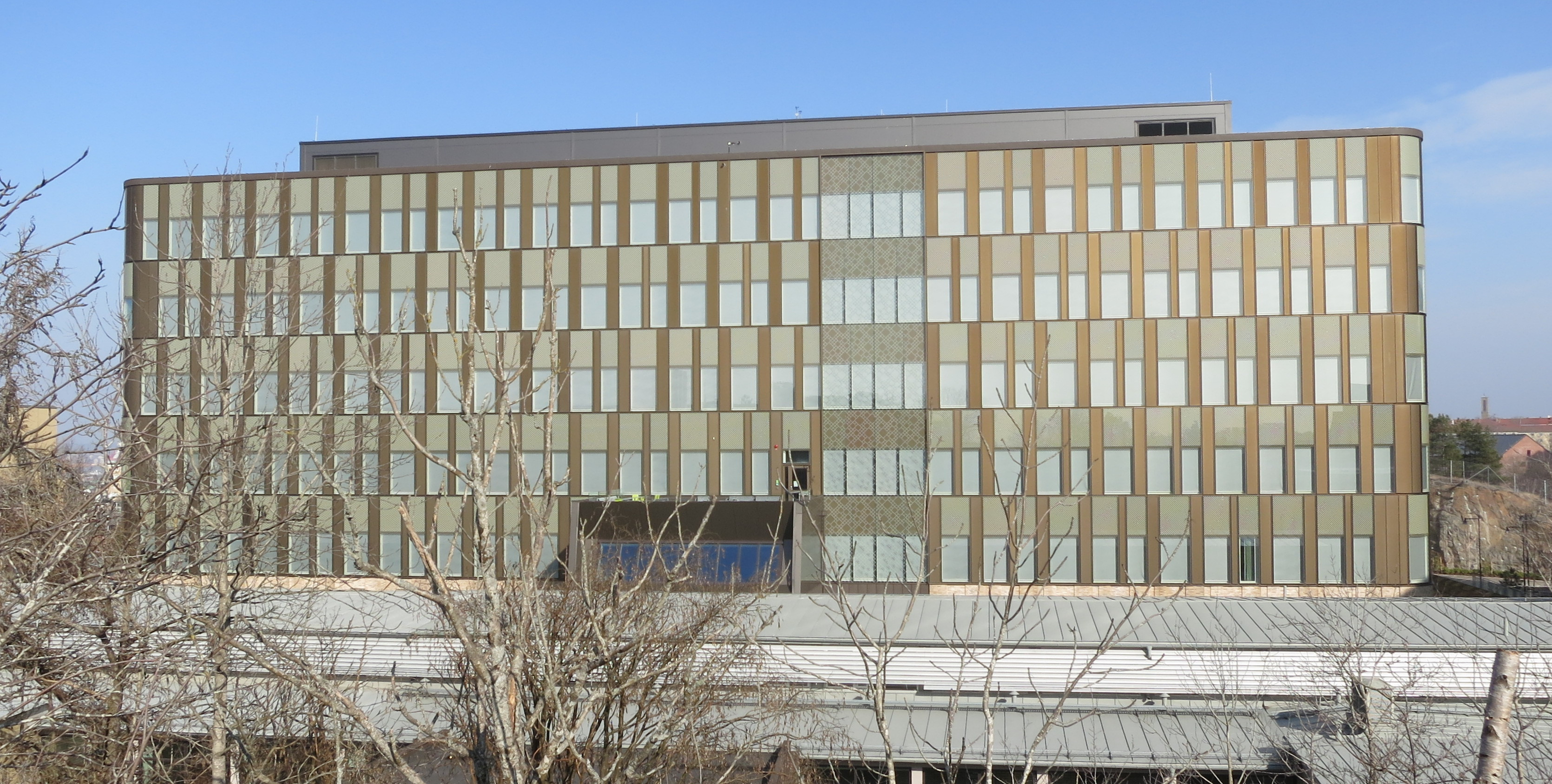
Naturvetenskapliga fakultetens hus Natrium - Medicinaregatan 7B.